# 루티오돈

루티오돈(학명:Rutiodon carolinensis)은 악어목 피토사우루스과에 속하는 악어이다. 지금은 멸종된 악어로 몸길이기 3~9m가 되는 거대한 악어에 속한다.

## 특징
루티오돈은 현생의 악어와 매우 유사한 모습을 가지고 있으며 이름의 뜻은 예리한 이빨이란 뜻을 가진다. 또한 피토사우루스, 아코사우루스, 니로사우루스, 팔레오히누스, 미트리오쿠스, 스밀로수쿠스, 마케로푸로소푸스와 함께 바다가 아닌 강에서 살았던 종이다. 그것은 예리한 이빨을 가진 모습의 악어로 확대된 앞니를 가지고 있으며 상대적으로 좁은 턱을 가지고 있었다. 또한 현대의 악어와 똑같이 몸의 뒷면, 측면, 꼬리는 장갑판과 같은 뼈를 가지고 있다. 몸의 등쪽에는 매우 두꺼운 갑피를 가지고 있으며 몸의 색상은 갈색과 회색으로 되어 있을 것으로 추정이 되는 종이다. 이런 모습을 통해 루티오돈은 육상의 작은 공룡이나 동물 등도 사냥을 하는 것이 가능했던 종으로 보인다. 먹이로는 당대에 살았던 물고기, 갑각류, 작은 공룡이나 포유류와 같은 작은 동물들을 주로 잡아먹고 살았을 육식성의 악어로 추정이 된다.

## 생존시기와 서식지와 화석의 발견
루티오돈이 생존하던 시기는 중생대의 트라이아스기로 지금으로부터 2억 2000만년전~1억 8000만년전에 살던 악어이다. 생존했던 시기에는 주로 북아메리카의 강과 호수에서 서식을 했던 종이다. 화석의 발견은 1856년에 고생물학자인 에벤셀 에몬스가 트아이아스기에 형성된 미국 동부의 뉴욕과 노스 캐롤라이나의 지층에서 최초로 발견하여 새로이 명명된 종이다.

## 같이 보기
- 악어
- 중생대
- 트라이아스기
- 화석
- 파충류